# Eugamandus oakleyi
Eugamandus oakleyi är en skalbaggsart som beskrevs av Fisher 1935. Eugamandus oakleyi ingår i släktet Eugamandus och familjen långhorningar. Inga underarter finns listade i Catalogue of Life.